# Meiothecium submicrotheca
Meiothecium submicrotheca är en bladmossart som beskrevs av H. A. Miller, H. O. Whittier och B. Whittier 1978. Meiothecium submicrotheca ingår i släktet Meiothecium och familjen Sematophyllaceae. Inga underarter finns listade i Catalogue of Life.